# جون هيرن
جون هيرن هو سياسي كندي، ولد في 4 يناير 1827 في وترفورد في جمهورية أيرلندا، وتوفي في 17 مايو 1894 في مدينة كيبك في كندا بسبب سل. نشط حزبياً في حزب كندا المحافظ. وقد انتخب عضو الجمعية الوطنية في كيبك ‏ وانتخب عضو مجلس العموم الكندي.